# Antony Darnborough
Antony Darnborough est un producteur de cinéma et un réalisateur britannique né le 6 octobre 1913 à Weybridge (Surrey) et mort le 24 septembre 2000 à Londres (Angleterre).

## Biographie
Grâce à des connaissances de sa famille, il commence à travailler pour le Daily Mail avant d'intégrer la Royal Artillery pendant la guerre. Ensuite, son beau-frère Muir Mathieson, le compositeur et chef d'orchestre, lui fait rencontrer Sydney Box, avec qui il va travailler aux Riverside Studios puis aux studios Gainsborough. Il commence comme directeur de production, puis devient rapidement producteur,.
En 1957, il crée sa propre société de production, spécialisée dans les documentaires et les publicités,.

## Filmographie
sauf indication contraire, comme producteur
- 1947 : La Vengeance du docteur Joyce (en) (The Upturned Glass) de Lawrence Huntington (directeur de production)
- 1947 : When the Bough Breaks (en) de Lawrence Huntington
- 1948 : Quartet de Ken Annakin, Arthur Crabtree, Harold French et Ralph Smart
- 1948 : Le Mystère du camp 27 (Portrait from Life) de Terence Fisher
- 1948 : My Brother's Keeper (en) d'Alfred Roome
- 1948 : The Calendar (en) d'Arthur Crabtree
- 1949 : Boys in Brown de Montgomery Tully
- 1949 : Helter Skelter (en) de Ralph Thomas
- 1949 : La Rose et l'Oreiller (Once Upon a Dream) de Ralph Thomas
- 1949 : Le Mystère du camp 27 (Portrait from Life) de Terence Fisher
- 1950 : Si Paris l'avait su (So Long at the Fair) d'Antony Darnborough et Terence Fisher
- 1950 : Traveller's Joy (en) de Ralph Thomas
- 1950 : Mission dangereuse (Highly Dangerous) de Roy Ward Baker
- 1950 : Trio de Ken Annakin et Harold French
- 1950 : Égarements (The Astonished Heart) de Terence Fisher et Antony Darnborough
- 1951 : Encore d'Harold French, Pat Jackson et Anthony Pelissier
- 1953 : Une affaire troublante (Personal Affair) d'Anthony Pelissier
- 1953 : M7 ne répond plus (The Net) d'Anthony Asquith
- 1955 : Deux Anglais à Paris (To Paris with Love) de Robert Hamer
- 1956 : Le Bébé et le Cuirassé (The Baby and the Battleship) de Jay Lewis (en)